# Meldeteknikken i bridge
Et meldesystem er en fortegnelse over de meldinger, et makkerpar i kortspillet bridge anvender. Der findes mange forskellige meldesystemer i bridge, og det, der benyttes, skal noteres på et systemkort, som er tilgængeligt for modstanderne under spillet. 

## Retningslinjer for meldingerne
Det er umuligt at uddrage generelle principper, der dækker alle systemer, men der findes dog nogle retningslinjer:
- Makkerparret skal tilsammen råde over 8 kort i en kulør for at kunne spille med denne som trumf.
- Honnørstyrken er udgangspunkt for vurderingen af, om en spiller kan åbne meldingerne og ligeledes, om åbners makker kan fortsætte meldingerne. Et es giver fire point, en konge giver 3, en dame giver to og en knægt (bonde) et point.,
- Er der gennem meldingerne etableret enighed om, hvilken farve, der spilles i, kan parret desuden tælle singleton. for 1 point og renonce  for 3 point. Begge dele under forudsætning af, at der ikke er tale om trumffarven.
- En langfarve defineres som en kulør med mindst 6 kort. Langfarver optælles som ekstra styrke 
- Denne pointvurdering skal ses i sammenhæng med udgang og slem. Det anslås normalt, at der kræves 26 point (tilsammen på de to hænder) for at kunne melde udgang. Lilleslem kræver 33 point, mens storeslem kræver 37 point.

Det er vigtigt at understrege, at ovenstående kun er en rettesnor. Den gode bridgespiller foretager en bredere vurdering, og inddrager såvel makkers som modspillernes meldinger i vurderingen. Det skyldes, at uanset hvilket system man spiller med, så vil en del af hænderne, man spiller, ikke passe ind i det meldesystem, og man må derfor afvige systemet. Afhængigt af meldesystemet vurderes andelen typisk til at være 10-20 %.
Et eksempel på et meldeforløb, hvor Vest er kortgiver:
| Vest | Nord                           | Øst    | Syd                           |
| ---- | ------------------------------ | ------ | ----------------------------- |
| pas  | 1 {\displaystyle \heartsuit }  | pas    | 1 {\displaystyle \spadesuit } |
| pas  | 2{\displaystyle \diamondsuit } | dobler | 3 {\displaystyle \spadesuit } |
| pass | 4 {\displaystyle \spadesuit }  | pass   | pass                          |
| pass |                                |        |                               |

Herved kommer Øst og Vest i modspil, med Vest i forhånd, mens Syd, der var den første, som foreslog ♠ som trumf, er spilfører. Nord/ Syd har bundet sig for 10 stik. Da doblingen er ophævet af en ny melding, har denne ikke betydning for scoren på spillet.

### Mulige meldinger
| De 35 meldinger | De 35 meldinger | De 35 meldinger | De 35 meldinger | De 35 meldinger |
| --------------- | --------------- | --------------- | --------------- | --------------- |
| 1 ♣             | 1 ♦             | 1 ♥             | 1 ♠             | 1 UT            |
| 2 ♣             | 2 ♦             | 2 ♥             | 2 ♠             | 2 UT            |
| 3 ♣             | 3 ♦             | 3 ♥             | 3 ♠             | 3 UT            |
| 4 ♣             | 4 ♦             | 4 ♥             | 4 ♠             | 4 UT            |
| 5 ♣             | 5 ♦             | 5 ♥             | 5 ♠             | 5 UT            |
| 6 ♣             | 6 ♦             | 6 ♥             | 6 ♠             | 6 UT            |
| 7 ♣             | 7 ♦             | 7 ♥             | 7 ♠             | 7 UT            |

Da samtlige meldinger kan besvares med en dobling fra modparten, og herefter med en redobling fra parret, hvis melding blev doblet, er der teoretisk i alt 105 mulige meldinger i Bridge.

## Systemer baseret på naturlige meldinger
Grundprincipperne i disse systemer er:
- Der kræves 12 HP (evt. 13 HP) eller en langfarve for at afgive første melding, betegnet som åbningsmeldingen.[4]

### Jævne hænder
Ved jævne hænder forstås hænder med fordelingen 4-3-3-3; 4-4-3-2 og 5-3-3-2, dog foretrækkes i nogle systemer åbning i farve, hvis 5- farven er i major.
På helt jævne hænder åbnes normalt således:
- 12-14 HP: Åbning 1 træk i farve efterfulgt af billigst mulige UT, hvis makker svarer.
- 15-17 HP: Åbning 1 ut.
- 18-19 HP: Åbning 1træk i farve efterfulgt af spring i UT, hvis makker svarer.
- 20-21 HP: Åbning 2 ut.

### Skæve hænder
På hænder uden jævn fordeling, ”skæve hænder”, åbnes normalt således: 
Der skal 11 eller 12 HP til en åbning på 1-trinet, men ikke alle hænder af denne styrke egner sig til at åbne på. Under alle omstændigheder skal der åbnes med 13 HP uanset fordelingen og honnørkortenes placering. I 4. hånd kan der åbnes på 11 HP ( Nogle systemer tillader 9 HP med 5-farve i major, men det kræver en konvention)
Følgende principper anvendes ved valg af åbningsfarve:
- 1) Der åbnes altid i længste farve.
- 2) Der åbnes altid i den laveste af to firfarver.
- 3) Med tre firfarver åbnes som hovedregel med den laveste.
- 4) Med to femfarver åbnes i den højeste farve.

Åbningshånden er opad begrænset til ca. 21 HP (i nogle systemer 19 HP), når der er åbnet med 1 træk i farve. Stærkere hænder åbnes med en kravmelding

### Åbning med spring
Åbning med 2 eller flere træk i farve er i de fleste moderne systemer svage, dvs. der rådes over en langfarve, men færre end 12 HP. Undtagelsen er åbningen 2 ♣, som er en kravmelding. 
I systemer baseret på ACOL, er åbninger på 2. trin dog stærke, mens åbninger på 3. trin og højere er spærremeldinger.

### Uforstyrrede meldeforløb
Et uforstyrret meldeforløb er et forløb, hvor et af parrene har åbnet meldingerne og makker har afgivet en svarmelding, samt evt. fortsat på højere trin uden modpartens indblanding. Hvis modstanderne også melder, "forstyrrer" i meldeforløbet, betegnes det som et konkurrerende meldeforløb.

#### De videre meldinger
For svarhåndens 1. melding gælder følgende grundprincipper:
- Med 6HP skal der altid meldes for at undersøge muligheden for udgang

- Valg af farve og trin følger samme principper som åbningshånden.
- kravmeldinger må ikke besvares med en meldingen pas. Derfor nødvendiggør brugen af kravmeldinger, at der anvendes en konvention, når svarhånden råder over 0-6 HP.
- Hvis svarhånden har primær støtte til en åbning i major, skal dette vises ved første svarmelding. I nogle systemer benyttes i denne situation limit, i andre systemer anvendes en konvention.
- Da 1UT åbningen er limiteret, må makker melde pas med 0-8 HP.[5]
- Hvis meldingerne viser stor samlet styrke undersøges muligheden for slem, ofte ved brug af en konvention.

### Konkurrerende meldeforløb
Hvis modstanderne blander sig i meldingerne, opstår en ny situation. Spørgsmålet er, hvor højt de to par kan tillade sig at melde, før der kommer en strafdobling, der kan give et dårligt resultat i bridgeregnskabet. Som eksempel kan nævnes, at hvis den ene part har meldt 4 i major i zonen, noterer de 620 points i regnskabet; hvis modparten uden for zonen vurderer, at deres kontrakt i 5 i minor kun går 2 eller 3 beter, koster det doblet 300 eller 500 points og er en god forretning. Men går den flere beter (mindst 800 points) er det en dårlig forretning, ligesom situationen, hvor kontrakten i 4 i major går bet betyder, at offeret var en fejl. Løsningen på dette problem er ikke afhængigt af meldesystemets grundprincipper, men kræver et grundigt kendskab til bridgeregnskabet.

#### Oplysningsdobling
En oplysningsdobling viser normalt styrke til selv at åbne meldingerne, hvis modparten havde meldt pas. I nogle systemer er den eneste stærke indmelding. Hvis der meldes pas i næste hånd, skal makker besvare den for at undgå, at modparten vinde ekstra points i regnskabet ved at vinde en billig doblet kontrakt. Hvis makker er svag, må denne dog gerne melde pas, når modstanderen til højre har meldt videre.

##### Kravene til oplysningsdoblinger
Aftalerne om denne type af doblinger, er meget forskellige. Normalt skal der dog på hånden, der dobler, være enten kontrol i modpartens åbningsfarve eller ekstra honnørstyrke, mindst 16 eller 17 HP.

#### Farveindmeldinger
Alle farveindmeldinger kræver 5- farve. Hvis den, der ønsker at konkurrere, er nødt til at melde på 2. trin, kræves enten åbningshånd eller en farve, der som trumf kan give mange stik. De fleste benytter 1- 2-3 reglen som rettesnor.

## Systemtyper

### 5- farve major
I disse systemer, som er stærkt udbredte, især uden for Europa kræver det 5 i farven, hvis der åbnes i major. Med 12 (eller 13 HP og fordelingen 2 ♣, 3 ♦, 4♥, 4 ♠, er det nødvendigt med en nødmelding. Nogle foretrækker meldingen 1 ♣ som konventionel melding, andre vælger længste minorfarve. Ved at spille med små UT – åbninger kan antallet af situationer, hvor nødmeldingen er påkrævet, formindskes.

### Nordisk Standard
Dette system er udviklet i fællesskab af de nordiske bridgeforbund, og baserer sig på Acol princippet. Systemet er grundsystem på Bridge Base Online Nordic.

### Stærke ♣ åbninger
I denne type åbninger er meldingen 1♣ altid en kravmelding, hvor makker ikke må melde pas. Det mest udbredte af disse systemer er precision, men både dette og andre af disse systemer findes i mange forskellige varianter. Da 1♣ er den eneste kunstige melding på 1. trin, har Bridgeorganisationerne valgt at definere systemet som baseret på naturlige meldinger.

## Systemer baseret på kunstige meldinger
Systemer, som ensidigt er baseret på kunstige meldinger, er ikke tilladte i almindelige turneringer. I visse holdturneringer er de tilladte, men modspillerne har krav på at få tilsendt en fuldstændig systemoversigt senest 8 dage før kampen afholdes.

## Konventioner
Der findes langt flere konventioner end meldesystemer. De almindeligste er Stayman og Transfers efter makkers åbning 1UT.

## Links
- Link til nyeste litteratur. (Webside ikke længere tilgængelig)